# Biblioteca centrale della Facoltà di Architettura
La Biblioteca Centrale della Facoltà di Architettura dell'Università di Roma "Sapienza", è la maggiore biblioteca italiana in materia di architettura.

## Storia
Fondata nel 1932, i primi testi provenivano dalle collezioni private di Marcello Piacentini e Gustavo Giovannoni. A metà degli anni sessanta la biblioteca possedeva 6.640 tra libri e periodici, ma a partire dagli anni settanta si accrebbe con raccolte private provenienti da professori della stessa scuola. Dagli anni ottanta è iniziata la catalogazione elettronica delle pubblicazioni. La biblioteca cataloga per mezzo del software "Sebina" e aderisce al polo RMS, nell'ambito del Servizio bibliotecario nazionale.

## Patrimonio
La biblioteca custodisce circa 55.000 volumi moderni, 2.500 antichi, 550 testate di periodici di cui 200 correnti, 1.200 microfilm, 26.000 diapositive, 8.000 carte geografiche, 500 audiovisivi e banche dati in formato elettronico.